# Sama svoja
Sama svoja je novela Frana Govekarja, ki je leta 1895 izšla v Ljubljanskem zvonu.  

## Vsebina
Na začetku novele srečamo Milko, lepo dekle, ki ji vedno sledi moški, ona pa se do njega obnaša zelo hladno. Kasneje izvemo, da je ta moški profesor Resnik, ki je bil lahkoživ veseljak, dokler mu žena ni rodila hčerke Milke. Takrat se je Resnik čisto spremenil, ostajal doma, se pogovarjal s soprogo, igral s hčerko... Čez 14 let se jima je rodil še sin Vladko, ki pa je preminil kmalu po materini smrti. Profesor Resnik in Milka tako ostaneta sama in se posvečata drug drugemu. Oče hčerki izpolni vsako željo in jo ima zelo rad. Nekega dne hčerki naznani, da se bo drugič poročil. Milka je ljubosumna in jezna. Preseli se k teti, ki je njen oče nikoli ni maral. Ta Milki svetuje, da se vpiše na tečaj za poštno upraviteljico in se tako postavi na svoje noge. Očetu je hudo in Milko venomer prosi, naj se vrne, a Milka njegove druge žene ne prenese. Postane poštna upraviteljica v majhnem kraju, kjer se počuti tuje in je nesrečna, dokler ne sreča bogataša Josipa Logarja. Zaljubita se, Milka zanosi, a Josipova mati nasprotuje poroki. Uredi, da Josip odide na službeno potovanje, Milko pa naženejo iz službe. Novela se konča tako, da nezavestno Milko prinesejo v očetovo hišo, Josip pa spozna materino prevaro in se kljub prepovedi poroči z Milko. Rodi se jima sin Pepček. Josipova mati zboli, sinu prepusti posestvo, Milko pa prosi odpuščanja.